# Feldhockey-Europameisterschaft der Herren 2005
Die 10. Feldhockey-Europameisterschaft der Herren 2005 wurde vom 28. August bis 4. September in Leipzig ausgetragen. Im Finale gewann Spanien mit 4:2 gegen die Niederlande. Titelverteidiger Deutschland wurde Dritter. Polen und Schottland stiegen in die "B-EM" ab.

## Spielplan

### Gruppenphase

#### Gruppe A
| Datum              | Team 1      | Team 2     | Ergebnis    |
| ------------------ | ----------- | ---------- | ----------- |
| 28. August 15:30   | Deutschland | Schottland | 5 : 1 (3:1) |
| 28. August 18:00   | England     | Belgien    | 1 : 1 (1:1) |
| 30. August 17:30   | Deutschland | Belgien    | 4 : 1 (1:1) |
| 30. August 20:15   | England     | Schottland | 2 : 4 (1:1) |
| 1. September 10:45 | Schottland  | Belgien    | 1 : 2 (0:1) |
| 1. September 17:25 | Deutschland | England    | 1 : 0 (0:0) |

Tabelle
| Rang | Land        | Spiele | Tore | Differenz | Punkte |
| ---- | ----------- | ------ | ---- | --------- | ------ |
| 1    | Deutschland | 3      | 10:2 | +8        | 9      |
| 2    | Belgien     | 3      | 4:6  | −2        | 4      |
| 3    | Schottland  | 3      | 6:9  | −3        | 3      |
| 4    | England     | 3      | 3:6  | −3        | 1      |

Legende: qualifiziert für die Finalspiele, qualifiziert für die Spiele um die Plätze 5–8

#### Gruppe B
| Datum              | Team 1      | Team 2      | Ergebnis    |
| ------------------ | ----------- | ----------- | ----------- |
| 28. August 10:30   | Niederlande | Frankreich  | 5 : 4 (4:2) |
| 28. August 13:00   | Spanien     | Polen       | 2 : 1 (1:0) |
| 29. August 17:30   | Polen       | Niederlande | 1 : 2 (0:1) |
| 29. August 20:15   | Spanien     | Frankreich  | 6 : 3 (2:1) |
| 1. September 13:00 | Frankreich  | Polen       | 1 : 4 (0:3) |
| 1. September 15:15 | Niederlande | Spanien     | 2 : 1 (1:0) |

Tabelle
| Rang | Land        | Spiele | Tore | Differenz | Punkte |
| ---- | ----------- | ------ | ---- | --------- | ------ |
| 1    | Niederlande | 3      | 9:6  | +3        | 9      |
| 2    | Spanien     | 3      | 9:6  | +3        | 6      |
| 3    | Polen       | 3      | 6:5  | +1        | 3      |
| 4    | Frankreich  | 3      | 8:15 | −7        | 0      |

Legende: qualifiziert für die Finalspiele, qualifiziert für die Spiele um die Plätze 5–8

### Platzierungsspiele

#### Spiele um die Plätze 5–8
| Datum                   | Team 1     | Team 2     | Ergebnis |
| ----------------------- | ---------- | ---------- | -------- |
| 2. September 2005 16:30 | Schottland | Frankreich | 2 : 4    |
| 2. September 2005 19:00 | Polen      | England    | 0 : 3    |

#### Spiel um Platz 7
| Datum                   | Team 1     | Team 2 | Ergebnis              |
| ----------------------- | ---------- | ------ | --------------------- |
| 3. September 2005 16:30 | Schottland | Polen  | 5 : 6 n.7m (2:2, -:-) |

#### Spiel um Platz 5
| Datum                   | Team 1     | Team 2  | Ergebnis              |
| ----------------------- | ---------- | ------- | --------------------- |
| 3. September 2005 19:00 | Frankreich | England | 7 : 6 n.7m (2:2, -:-) |

### Finalspiele

#### Halbfinale
| Datum                   | Team 1      | Team 2      | Ergebnis    |
| ----------------------- | ----------- | ----------- | ----------- |
| 3. September 2005 11:30 | Niederlande | Belgien     | 5 : 1 (1:0) |
| 3. September 2005 14:00 | Spanien     | Deutschland | 3 : 2 (2:1) |

##### Spiel um Platz 3
| Datum                   | Team 1      | Team 2  | Ergebnis    |
| ----------------------- | ----------- | ------- | ----------- |
| 4. September 2005 10:00 | Deutschland | Belgien | 9 : 1 (4:1) |

#### Finale
| Datum                   | Team 1  | Team 2      | Ergebnis    |
| ----------------------- | ------- | ----------- | ----------- |
| 4. September 2005 12:20 | Spanien | Niederlande | 4 : 2 (0:0) |

|  | Halbfinale          | Halbfinale |             |   | Finale | Finale |
|  |                     |            |             |   |        |        |
|  | Niederlande         | 5          |             |   |        |        |
|  | Belgien             | 1          |             |   |        |        |
|  |                     |            |             |   |        |        |
|  |                     |            |             |   |        |        |
|  | Niederlande         | 2          |             |   |        |        |
|  |                     | Spanien    | 4           |   |        |        |
|  |                     |            |             |   |        |        |
|  | Spiel um Platz drei |            |             |   |        |        |
|  |                     |            | Belgien     | 1 |        |        |
|  | Deutschland         | 2          | Deutschland | 9 |        |        |
|  | Spanien             | 3          |             |   |        |        |

## Abschlussplatzierungen
| Pl. | Team        |
| --- | ----------- |
|     | Spanien     |
|     | Niederlande |
|     | Deutschland |
| 4   | Belgien     |
| 5   | Frankreich  |
| 6   | England     |
| 7   | Polen       |
| 8   | Schottland  |

Nach dieser Europameisterschaft mussten die beiden Letztplatzierten in die Nations Trophy 2007 absteigen, um für den Wiederaufstieg zu kämpfen.